# Малмейстер, Александр Кристапович
Алекса́ндр Криста́пович Малме́йстер (5 (18) декабря 1911 год, Саулкрасты, Рижский уезд — 12 декабря 1996 года, Рига) — советский и латвийский учёный в области механики полимеров, доктор технических наук, профессор, член-корреспондент Академии наук СССР и академик АН Латвийской ССР, Герой Социалистического Труда (1969), лауреат Государственной премии СССР (1985). Президент Академии наук Латвийской ССР (1970—1984).

## Биография
Родился в семье почтового служащего. По национальности — латыш. Во время Первой мировой войны семья Малмейстеров находилась в эвакуации в Рязанской губернии. В 1921 году возвратились в Латвию.
Окончил 4-ю рижскую среднюю школу. В 1929 году поступил в Латвийский университет, окончил его в 1937 году. Во время учёбы выступал за сборную Латвии по баскетболу.
По окончании университета работал инженером в Отделе мостов Технического управления департамента латвийских шоссейных дорог. С 1939 года работал в Городском управлении города Лиепая, инженер. Активно участвовал в организации советских учреждений в городе (1940).
К началу Великой Отечественной войны находился в Лиепае, занимал должность заместителя председателя Лиепайского городского исполкома. Принимал участие в обороне Лиепаи на её начальном этапе, занимался развертыванием работы мобилизационных пунктов, которые должны были приступить к выполнению предписаний по мобилизации людей, транспортных средств и лошадей для нужд обороны города. После того, как была прервана связь с Ригой, был отправлен в ЦК партии Латвийской ССР.
26 июня в составе группы из 300 человек был мобилизован в Латвийский территориальный корпус РККА, стал политруком. В боях участвовал в составе 183-й стрелковой дивизии, 201-й Латышской стрелковой дивизии, 43-й гвардейской латышской стрелковой дивизии, был начальником связи штаба этого подразделения. В 1942 году вступил в ВКП(б).
3 января 1942 года под Бобровском был легко ранен. Участвовал в освобождении Латвии от немецких войск. В боях проявлял мужество, был награждён орденами и медалями. Из наградного листа на орден Отечественной войны II степени:
В боевых операциях дивизии с 16.07. по 14.08.1944 г. конкретно и умело руководил работой радиосвязи и, несмотря на ограниченное количество анодного питания, обеспечил командование бесперебойной и чёткой радиосвязью, как в звене дивизия - полк, так и полк - батальон.
При форсирование р. Айвиэкстэ умело организовал связь и узел связи на плацдарме за рекой Айвиэкстэ. Несмотря на сильный огонь противника, во время форсирования и во время контратак противника телефонная и радио-связь действовала четко и бесперебойно.
Начав войну рядовым, Победу встретил в звании майора. После демобилизации в ноябре 1945 года работал в родном университете: заведующий кафедрой строительных конструкций, декан инженерно-строительного факультета (1947—1952). Кандидат наук (1947, тема диссертации «Применение принципа виртуальной работы для определения частоты основного типа колебаний балочных ферм»), доктор технических наук (1958, тема диссертации «Упругость и неупругость бетона»). Профессор (1960).
В 1952 году получил приглашение в АН Латвийской ССР, в 1953 году занял должность директора Института строительства и архитектуры АН Латвийской ССР. В 1958 году был избран действительным членом (академиком) Академии.
С 1961 года — ректор Рижского политехнического института, с 1963 года — директор-организатор Института механики полимеров АН Латвийской ССР, заведующий лабораторией реологии. С 24 ноября 1970 года — член-корреспондент АН СССР по Отделению механики и процессов управления.
Указом Президиума Верховного Совета СССР в 1969 году Александру Кристаповичу Малмейстеру было присвоено звание Героя Социалистического Труда.
С 19 ноября 1970 по 4 июля 1984 года — президент Академии Наук Латвийской ССР.
За годы научной деятельности разработал теорию локальности деформаций, позволяющую решать проблему нагрузки оболочек, пластин, стержней. Им были предложены инженерные методы расчёта конструкций из некоторых полимерных материалов и методы прогнозирования их свойств.
С 7 июля 1971 по 3 июля 1974 года — Председатель Президиума Верховного Совета Латвийской ССР. Избирался депутатом Верховного Совета СССР 9 и 10 созывов.
Скончался 12 декабря 1996 года в Риге.

## Основные работы
- Упругость и неупругость бетона. — Рига, 1957;
- Сопротивление жёстких полимерных материалов. — Рига, 1967 (2-е изд. 1972; в соавт.).

## Награды и звания
- Герой Социалистического Труда (Указ Президиума Верховного Совета СССР от 13 марта 1969 года, медаль «Серп и Молот»)[3].
- Три ордена Ленина (15 сентября 1969 года, 13 марта 1969 года, 17 сентября 1975 года)[3].
- Орден Отечественной войны I степени (11 марта 1985 года)[3][4].
- Орден Отечественной войны II степени (26 сентября 1944 года)[1][3].
- Орден Красной Звезды (30 мая 1945 года)[3][5].
- Медали СССР, в том числе:
  - медаль «За отвагу» (31 января 1942 года)[3];
  - Медаль «За победу над Германией в Великой Отечественной войне 1941—1945 гг.» (5 сентября 1945 года)[6].
- Государственная премия СССР в области науки и техники (1985)[3].
- Заслуженный деятель науки и техники Латвийской ССР (1965)[3].